# 東花園駅
東花園駅（ひがしはなぞのえき）は、大阪府東大阪市吉田六丁目にある、近畿日本鉄道奈良線の駅。駅番号はA12。花園ラグビー場前の副駅名を持つ。
東大阪市花園ラグビー場（旧・近鉄花園ラグビー場）の最寄駅で、ラグビー運動場前駅として開業した。

## 歴史
- 1929年（昭和4年）11月22日：花園ラグビー場開場に併せ、大阪電気軌道の花園（現在の河内花園） - 瓢箪山間にラグビー運動場前駅として開業[1]。ラグビー開催時のみ停車の臨時駅であった。
- 1941年（昭和16年）3月15日：参宮急行電鉄との合併により関西急行鉄道の駅となる[1]。
- 1944年（昭和19年）6月1日：会社合併により近畿日本鉄道の駅となる[1]。
- 戦時中に一時休止[2]。
- 1950年（昭和25年）12月10日：臨時駅のままラグビー場前駅に改称され営業再開[3]。
- 1967年（昭和42年）
  - 9月1日：東花園駅に改称[2][3]。
  - 9月29日：東花園車庫完成[2]。
  - 12月20日：常設駅に変更[2]。
- 2005年（平成17年）
  - 4月27日：高架化工事のため上り線が仮設駅へ移転。
  - 12月5日：下り線が仮設駅へ移転。
- 2006年（平成18年）3月21日：準急と区間準急の停車駅に昇格。
- 2007年（平成19年）4月1日：ICカード「PiTaPa」の利用が可能となる[4]。
- 2010年（平成22年）5月30日：下り線の高架化工事が完成し供用開始[5]。
- 2014年（平成26年）9月21日：上り線の高架化工事が完成し供用開始[6]。営業キロ程も布施駅起点5.8kmに変更[7]。
- 2015年（平成27年）4月1日：花園ラグビー場の所有権移管に伴い、副駅名を「近鉄花園ラグビー場前」から「花園ラグビー場前」に改称。

### 連続立体交差事業

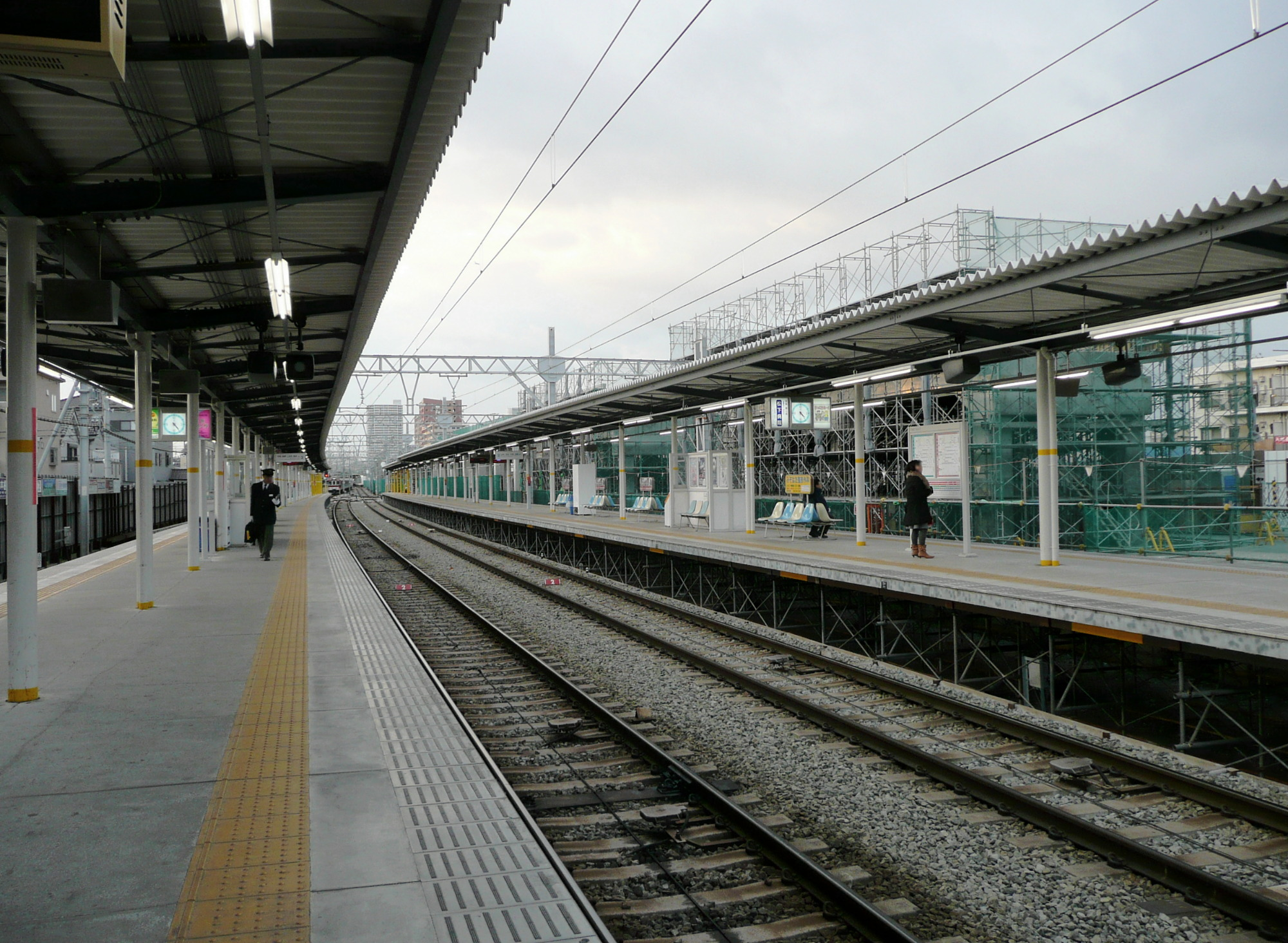
駅高架化工事中の仮設ホーム
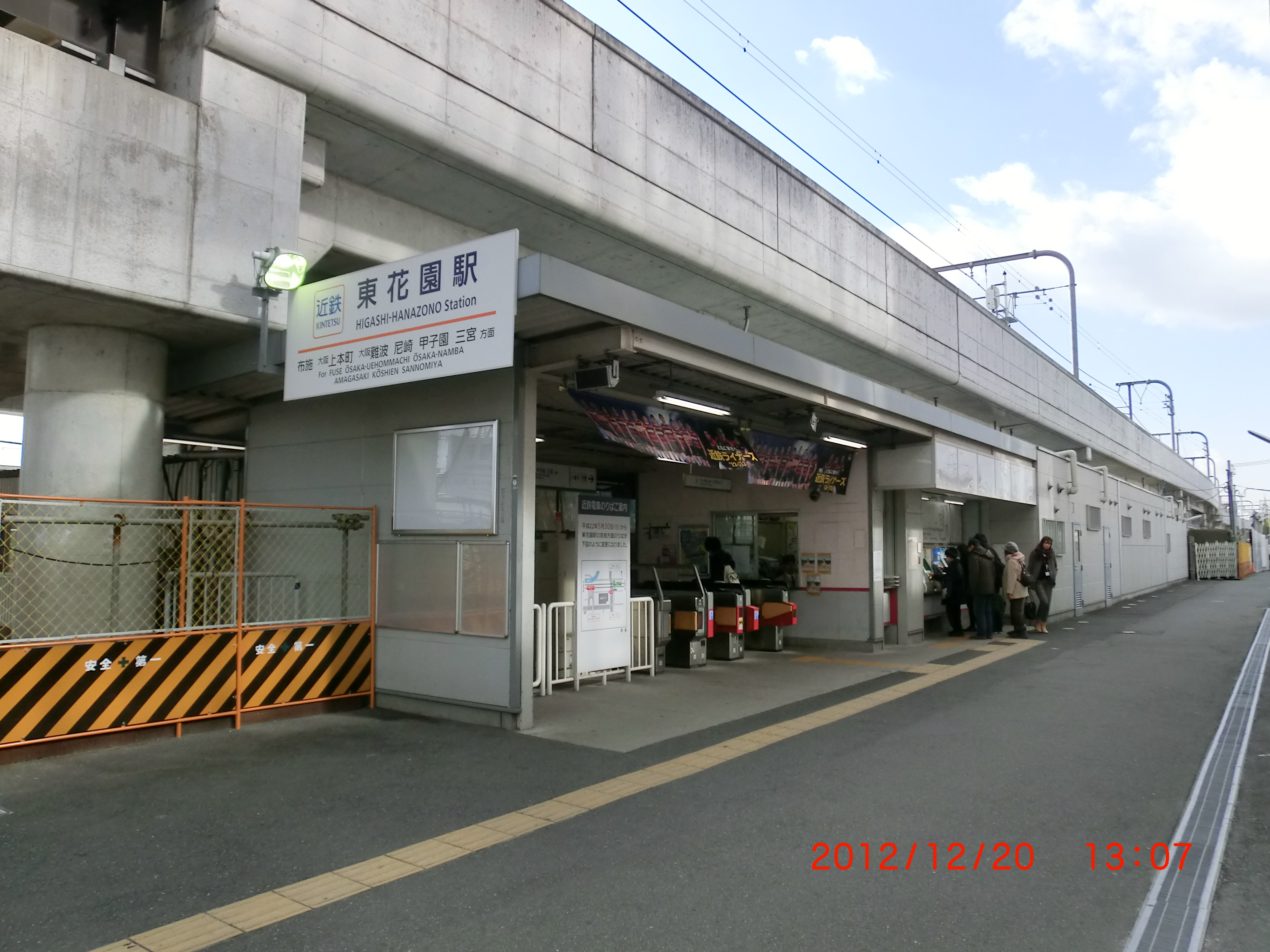
地上北口(仮)
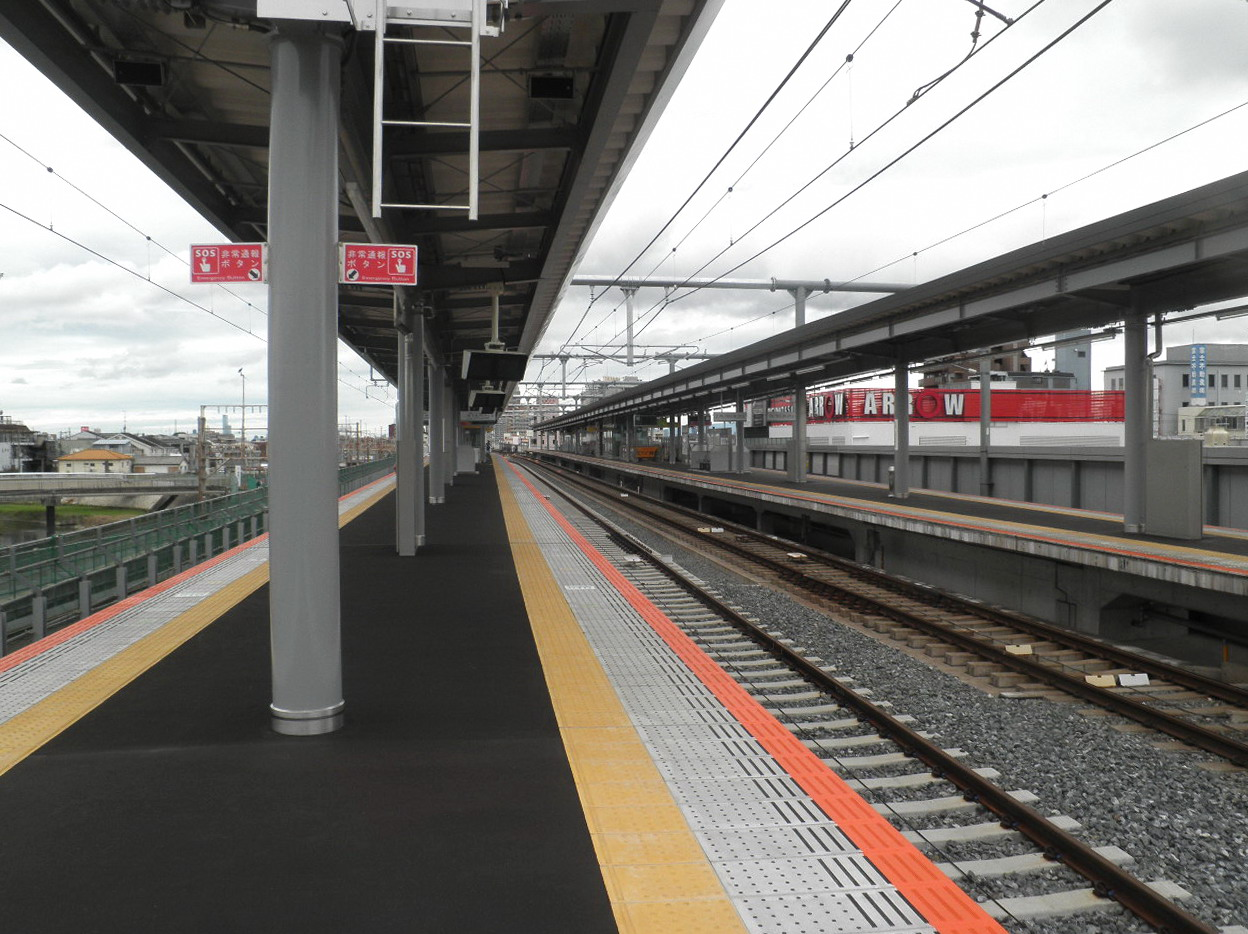
高架化後のホーム
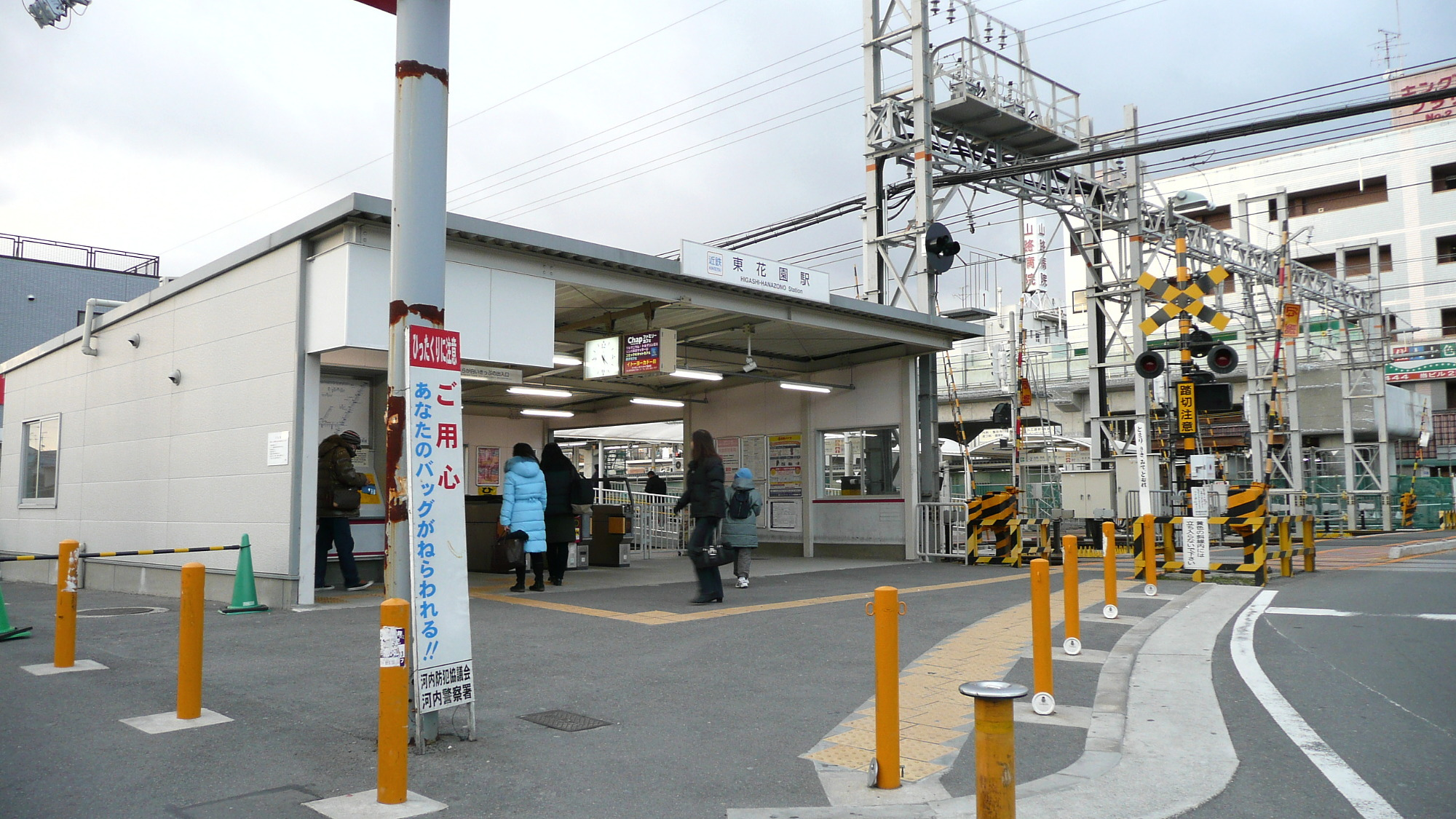
駅高架化工事中の南口仮駅舎

連続立体交差事業が行われ、2014年9月21日には上りも高架駅になった。この進捗に伴い、2005年4月16日から上り難波方面が、同年12月4日から下り奈良方面のホームが、従来の駅の西側（難波寄り）に設置された仮駅へ移転。この時期、隣の河内花園駅との距離はきわめて短くなっていた。2010年5月30日から、下り奈良方面のホーム（1・2番線）は高架上に移転。これに伴い、旧下り奈良方面行きホーム入り口には金網が設置され、入ることができなくなった。高架化後の駅舎には、付近にある花園ラグビー場にちなみ、ラグビーボールのモニュメントがついている。
高架化と合わせてホームが延長され10両編成が停車可能になり、ラグビー開催時に最大10両編成で運行される快速急行の臨時停車も可能となった。

## 駅構造
島式2面4線の待避可能な高架駅。ホーム有効長は10両。

### のりば
| のりば | 路線     | 方向 | 行先               |
| ------ | -------- | ---- | ------------------ |
| 1・2   | A 奈良線 | 下り | 近鉄奈良方面       |
| 3・4   | A 奈良線 | 上り | 大阪難波・尼崎方面 |

付記事項
- 偶数番線（2番のりばと4番のりば）が主本線、奇数番線（1番のりばと3番のりば）が待避線である。なお、3番のりばからは奈良方面への出発も可能である。
- 地平駅だった時代は構内踏切があり、南側が恩智川に面していることもあって駅入り口は北側にしかなかった。

## 特徴

### ダイヤ面
- 準急と区間準急の定期停車駅となっており、大阪方面からの区間準急は当駅から近鉄奈良駅までの各駅に停車する[9]。
  - 2006年3月21日ダイヤ変更以前はラグビー開催時に一部時間帯で準急を臨時停車させていたが、同変更で全列車が通常停車となったため、準急の臨時停車は廃止された。なお、2006年以前より、大規模な試合が開催される際は、試合時間帯およびその前後で快速急行・急行が臨時停車する場合がある[注 1]。
  - ダイヤが乱れた際に、当駅止まり、または当駅始発の快速急行が運行されることがある[10]。
- 奈良線における普通列車の折り返し拠点となっており、当駅発着の列車が多数設定されている。
  - 大阪方面からはラッシュ時を除く終日、当駅折り返しの普通列車が設定されており、日中は当駅にて区間準急と普通列車の相互接続が考慮されている[9]。また平日の夕方前後の時間帯を中心に大阪方面へ当駅始発の準急列車が数本設定されている。
  - 奈良方面からは夜間に当駅終着の普通列車、早朝に当駅始発の普通列車が数本設定されている[9]。
- 1992年までは平日朝夕ラッシュ時に、当駅を跨いで運行する普通は、6両編成の場合、近鉄難波（当時）方に2両を増結・解放する列車が存在した（同年までは枚岡駅・額田駅のホーム有効長が4両分しかなかったため。1988年からの近畿日本鉄道ダイヤ変更#1992年3月19日変更も参照）。

### 営業面
駅長が置かれ、若江岩田駅から石切駅間の各駅を管理している。
PiTaPa・ICOCA対応の自動改札機および自動精算機（回数券カードおよびICカードのチャージに対応）が設置されており、特急券および定期券は朝と夕方の一部時間帯に限り窓口にて購入が可能な他、特急券・定期券の自動券売機も設置されている。

## 利用状況
2023年11月7日における1日乗降人員は17,245人である。
2006年3月以前は原則として普通列車しか停車せず、また河内小阪 - 瓢箪山間の駅では最も利用客が少なかった。準急が停車するようになった理由は、ホーム有効長が長かったためである（#歴史を参照）。
近年における1日乗降人員の推移は下表の通り。
| 年度               | 特定日利用状況 | 特定日利用状況 | 特定日利用状況 | 特定日利用状況 | 1日平均 乗車人員 | 出典       | 出典          | 出典            |
| 年度               | 調査日         | 乗車人員       | 降車人員       | 乗降人員       | 1日平均 乗車人員 | 近鉄       | 大阪府        | 東大阪市        |
| ------------------ | -------------- | -------------- | -------------- | -------------- | ---------------- | ---------- | ------------- | --------------- |
| 1990年（平成02年） | 11月06日       | 8,167          | 8,283          | 16,450         |                  |            | [ 大阪府 1 ]  |                 |
| 1991年（平成03年） | -              | -              | -              | -              |                  |            | [ 大阪府 2 ]  |                 |
| 1992年（平成04年） | 11月10日       | 7,863          | 7,725          | 15,588         |                  |            | [ 大阪府 3 ]  |                 |
| 1993年（平成05年） | -              | -              | -              | -              |                  |            | [ 大阪府 4 ]  |                 |
| 1994年（平成06年） | -              | -              | -              | -              |                  |            | [ 大阪府 5 ]  |                 |
| 1995年（平成07年） | 12月05日       | 7,883          | 7,879          | 15,762         |                  |            | [ 大阪府 6 ]  |                 |
| 1996年（平成08年） | -              | -              | -              | -              |                  |            | [ 大阪府 7 ]  |                 |
| 1997年（平成09年） | -              | -              | -              | -              |                  |            | [ 大阪府 8 ]  |                 |
| 1998年（平成10年） | 11月10日       | 7,265          | 7,522          | 14,787         |                  |            | [ 大阪府 9 ]  |                 |
| 1999年（平成11年） | -              | -              | -              | -              | 7,911            |            | [ 大阪府 10 ] | [ 東大阪市 1 ]  |
| 2000年（平成12年） | 11月07日       | 6,762          | 6,485          | 13,247         | 7,617            |            | [ 大阪府 11 ] | [ 東大阪市 1 ]  |
| 2001年（平成13年） | -              | -              | -              | -              | 7,400            |            | [ 大阪府 12 ] | [ 東大阪市 1 ]  |
| 2002年（平成14年） | -              | -              | -              | -              | 7,262            |            | [ 大阪府 13 ] | [ 東大阪市 1 ]  |
| 2003年（平成15年） | 11月11日       | 6,021          | 6,081          | 12,102         | 7,277            |            | [ 大阪府 14 ] | [ 東大阪市 1 ]  |
| 2004年（平成16年） | -              | -              | -              | -              | 7,112            |            | [ 大阪府 15 ] | [ 東大阪市 2 ]  |
| 2005年（平成17年） | 11月08日       | 6,348          | 6,583          | 12,931         | 7,066            |            | [ 大阪府 16 ] | [ 東大阪市 3 ]  |
| 2006年（平成18年） | -              | -              | -              | -              | 8,560            |            | [ 大阪府 17 ] | [ 東大阪市 4 ]  |
| 2007年（平成19年） | -              | -              | -              | -              | 9,008            |            | [ 大阪府 18 ] | [ 東大阪市 5 ]  |
| 2008年（平成20年） | 11月18日       | 8,097          | 7,987          | 16,084         | 9,127            |            | [ 大阪府 19 ] | [ 東大阪市 6 ]  |
| 2009年（平成21年） | -              | -              | -              | -              | 9,100            |            | [ 大阪府 20 ] | [ 東大阪市 7 ]  |
| 2010年（平成22年） | 11月09日       | 8,136          | 7,921          | 16,057         | 9,107            | [ 近鉄 1 ] | [ 大阪府 21 ] | [ 東大阪市 8 ]  |
| 2011年（平成23年） | -              | -              | -              | -              | 9,000            |            | [ 大阪府 22 ] | [ 東大阪市 9 ]  |
| 2012年（平成24年） | 11月13日       | 8,412          | 8,176          | 16,588         | 9,067            | [ 近鉄 2 ] | [ 大阪府 23 ] | [ 東大阪市 10 ] |
| 2013年（平成25年） | -              | -              | -              | -              | 9,282            |            | [ 大阪府 24 ] | [ 東大阪市 11 ] |
| 2014年（平成26年） | -              | -              | -              | -              | 9,076            |            | [ 大阪府 25 ] | [ 東大阪市 12 ] |
| 2015年（平成27年） | 11月10日       | 8,979          | 8,862          | 17,841         | 9,437            | [ 近鉄 3 ] | [ 大阪府 26 ] | [ 東大阪市 13 ] |
| 2016年（平成28年） | -              | -              | -              | -              | 9,668            |            | [ 大阪府 27 ] | [ 東大阪市 14 ] |
| 2017年（平成29年） | -              | -              | -              | -              | 9,675            |            | [ 大阪府 28 ] | [ 東大阪市 15 ] |
| 2018年（平成30年） | 11月13日       | 9,659          | 9,448          | 19,107         | 9,996            | [ 近鉄 4 ] | [ 大阪府 29 ] | [ 東大阪市 16 ] |
| 2019年（令和元年） | -              | -              | -              | -              | 10,330           |            | [ 大阪府 30 ] | [ 東大阪市 17 ] |
| 2020年（令和02年） | -              | -              | -              | -              | 7,968            |            | [ 大阪府 31 ] | [ 東大阪市 18 ] |
| 2021年（令和03年） | 11月09日       | 8,120          | 7,963          | 16,083         | 8,437            | [ 近鉄 5 ] | [ 大阪府 32 ] | [ 東大阪市 19 ] |
| 2022年（令和04年） | 11月08日       | 8,749          | 8,771          | 17,520         | 9,432            | [ 近鉄 6 ] | [ 大阪府 33 ] | [ 東大阪市 20 ] |
| 2023年（令和05年） | 11月07日       |                |                | 17,245         |                  | [ 近鉄 7 ] |               |                 |

## 駅周辺
- 東大阪市花園ラグビー場
- 花園中央公園
- 近鉄東花園検車区・東花園車庫
- スーパーマーケットKINSHO東花園店
- サンディ東花園店
- 東大阪吉田郵便局
- 尼崎信用金庫東大阪支店
- 大阪シティ信用金庫東花園支店
- 大阪府立花園高等学校
- 東大阪市民美術センター
- JAグリーン大阪花園ラグビー支店

## バス路線
北口ロータリーに近鉄バスが乗り入れる。停留所名は「東花園駅前」。
これらの路線は全て隣の瓢箪山駅に発着していたが、2019年11月1日より当駅前ロータリー発着に変更。元々は2018年10月上旬より当駅発着に変更する予定であり、そのことが一旦は同社から発表されたものの、駅前ロータリーについて協議に時間を要することになったため一旦延期となっていた。
なお、瓢簞山駅前に発着していた系統をそのまま東花園駅前発着に変更したのみであり、乗り入れによる新たな系統や路線は開設されなかった。
この他、2番のりばには大阪経済法科大学行きの路線（経法大線01番）も発着していたが、事実上同大学のスクールバスであったため、近鉄バスの公式サイトに系統・時刻の記載はなかった。その後2025年3月31日をもってこの路線は廃止となった。
| のりば | 担当 | 路線名   | 系統・行先       | 備考                                |
| ------ | ---- | -------- | ---------------- | ----------------------------------- |
| 1      | 枚岡 | 四条畷線 | 30番：住道駅前   |                                     |
| 1      | 枚岡 | 四条畷線 | 40番：四条畷     |                                     |
| 1      | 枚岡 | 四条畷線 | 42番：産業大学前 | 朝夕のみ運行（土休日は最終3本のみ） |
| 2      | 八尾 | 東花園線 | 20番：山本駅前   |                                     |

## 隣の駅
近畿日本鉄道
A 奈良線
■快速急行・■急行
通過（ただし東大阪市花園ラグビー場で大きな試合がある際に、一部が臨時停車）
■準急
河内小阪駅 (A08) - 東花園駅 (A12) - 石切駅 (A16)
■区間準急（当駅から瓢箪山方の各駅に停車）
河内小阪駅 (A08) - 東花園駅 (A12) - 瓢箪山駅 (A13)
■普通
河内花園駅 (A11) - 東花園駅 (A12) - 瓢箪山駅 (A13)
- 括弧内は駅番号を示している。